# Jeu des 1 000 cartes blanches

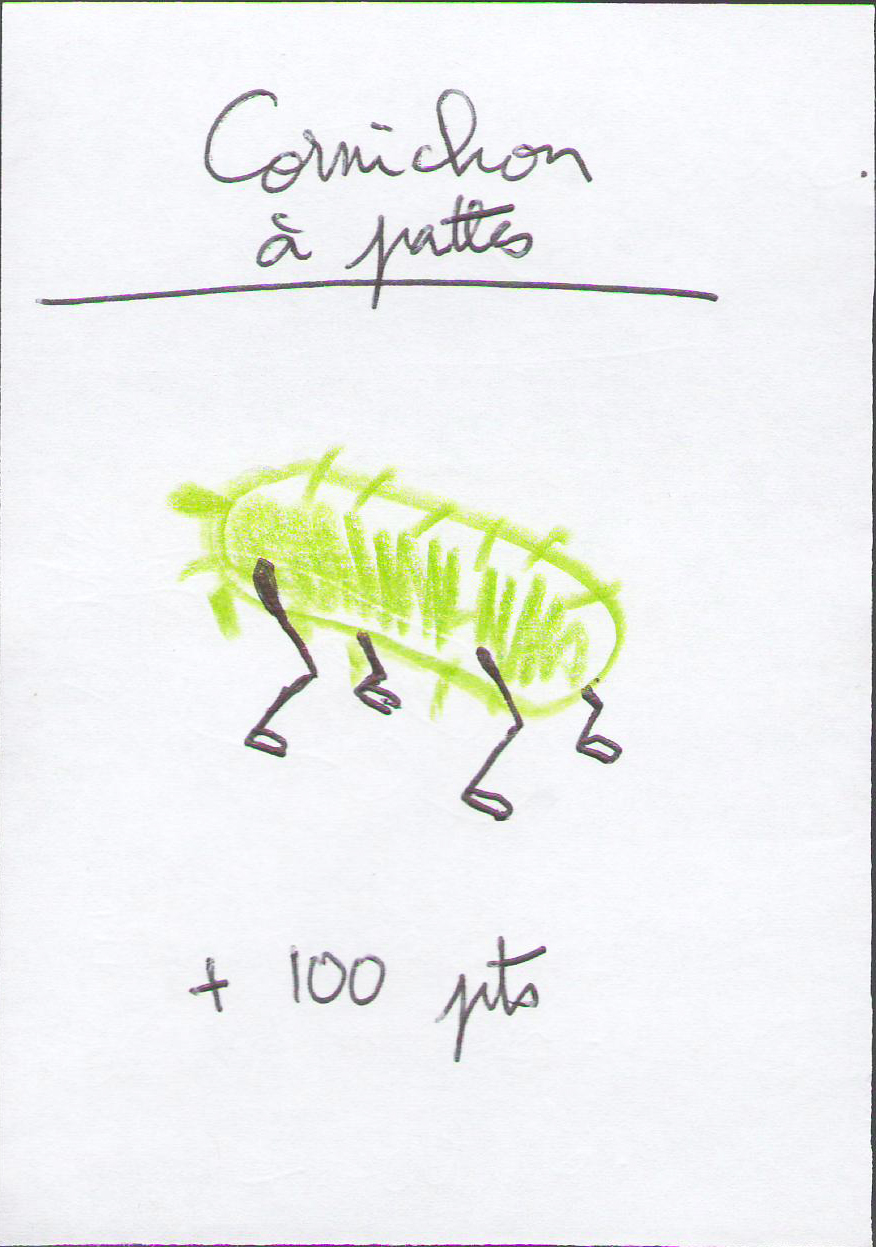
Exemple de carte attribuant des points, un « cornichon à pattes »

Le jeu des 1 000 cartes blanches est un jeu d'ambiance, dont le principe repose sur des cartes créées en cours de partie. Le jeu s'appuie fortement sur la créativité et l'humour des joueurs et peut être considéré comme une variante du jeu nomic. Il convient aussi bien aux adultes qu'aux enfants et peut être joué à autant de personnes que voulu. Le jeu des 1 000 cartes blanches est également connu sous la référence 1KBWC, provenant de l'anglais 1000 Blank White Cards.

## Matériel
En début de partie, le jeu nécessite des cartes vierges, qui peuvent être de simples morceaux de papier de taille similaire. Contrairement au nom du jeu, une centaine de cartes est suffisante. À titre d'exemple, des feuilles au format A4 peuvent être coupées en feuillets de format A7.
Le jeu nécessite au moins un stylo, afin de remplir les cartes. Néanmoins, la créativité étant privilégiée, il est souhaitable d'étaler une bonne quantité de crayons sur la table (stylos, crayons de couleur...).
Il est également intéressant d'utiliser des cartes provenant d'une partie précédente. La variété des cartes d'un paquet est alors augmentée au fur et à mesure des parties.

## Déroulement d'une partie
Les joueurs s'accordent initialement quant aux règles principales. Ces règles peuvent être rédigées sous forme de cartes, qui resteront au centre de la table, et prendront effet jusqu'à leur défausse éventuelle par une autre carte.
Le jeu se décompose en général en 3 phases : une phase de création des cartes, le jeu en lui-même et l'épilogue.

### Phase 1: Création d'un paquet de cartes

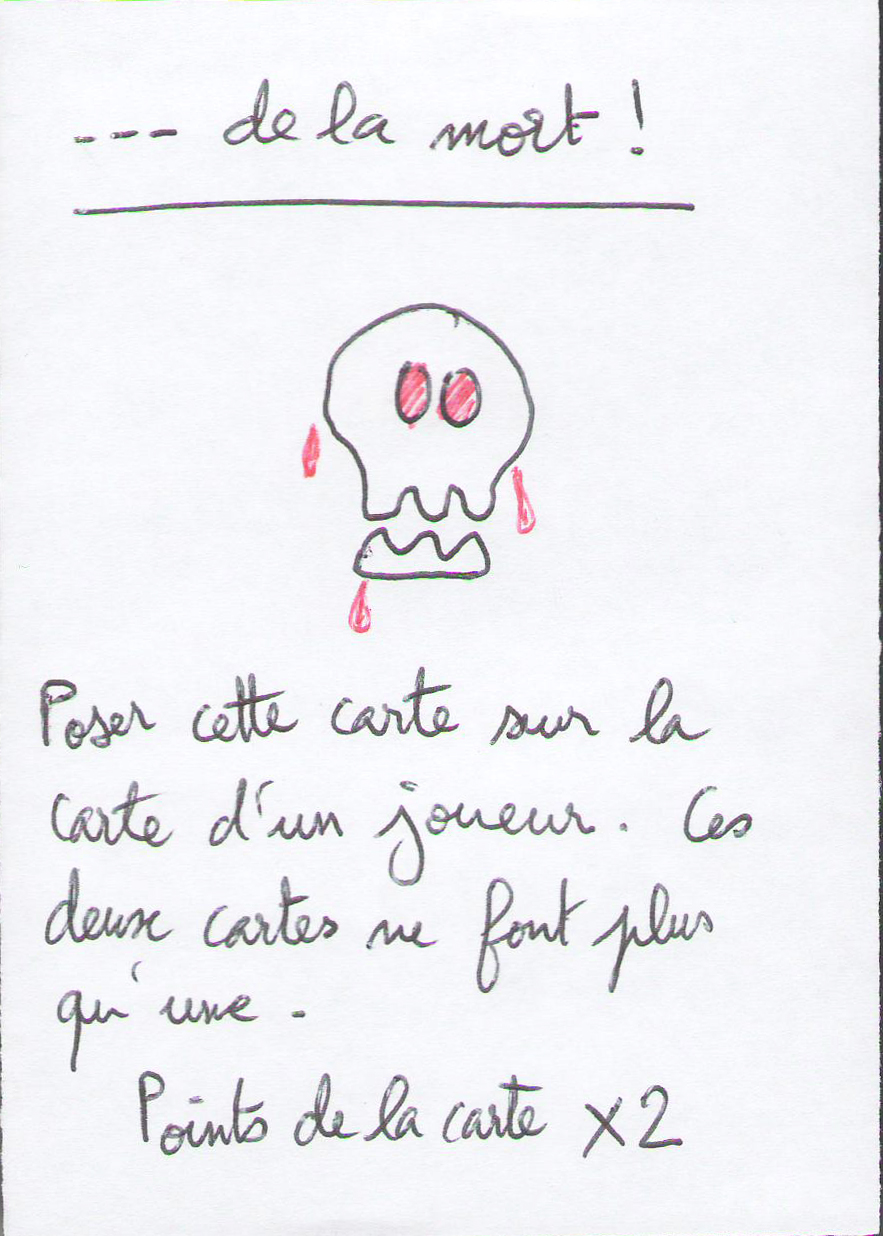
Exemple de carte influant directement sur le jeu

Avant de commencer à jouer, il est nécessaire de réaliser un paquet constitué de 60 à 100 cartes. Ce paquet contient des cartes provenant de parties précédentes, des cartes créées en début de partie, et des cartes restées vierges.
En début de partie, chaque joueur prend donc quelques cartes vierges, qu'il remplit sans les dévoiler aux autres joueurs. Les cartes n'ont pas de structure imposée, mais une convention courante est de les présenter en trois parties : un titre, un dessin et un descriptif. Le titre identifie la carte de manière unique. Le dessin illustre le rôle de la carte. Il peut être aussi simple qu'un bonhomme en fil-de-fer et aussi sophistiqué que le souhaite son créateur. Le descriptif explique l'effet de la carte. L'effet peut être, par exemple, un gain ou une perte de points, une action qui influe sur le jeu (passer un tour, perdre une carte...), une action qui n'influe pas directement sur le jeu (prendre un accent, faire le café...). Pour ajouter de la profondeur au jeu, il est souhaitable que chaque action ait une raison, aussi absurde soit-elle (Par exemple : « Votre livraison de bananes a du retard ; vous perdez 200 points »). Les seules limites sont les règles initiales et l'imagination des joueurs.
Afin de conserver un intérêt ludique, quelques règles immuables sont fréquemment utilisées :
1. Le montant de points qu'une carte peut attribuer se limite à ±1000 points.
2. Une carte ne peut pas dire « un tel gagne » ou « un tel perd ».
3. Une carte ne peut pas donner de tour supplémentaire et ne peut pas faire passer plus d'un tour.
4. Une carte ne peut pas permettre de prendre plus d'une carte d'une main adverse.
5. Une carte ne peut pas permettre de piocher plus de 2 cartes.
6. Une carte ne peut pas définir de limites à la création de cartes.

Les nouvelles cartes créées sont ensuite regroupées, et complétées avec des cartes de parties précédentes et des cartes restées vierges. Les proportions peuvent varier selon la partie et selon le souhait des joueurs.

### Phase 2: Jeu

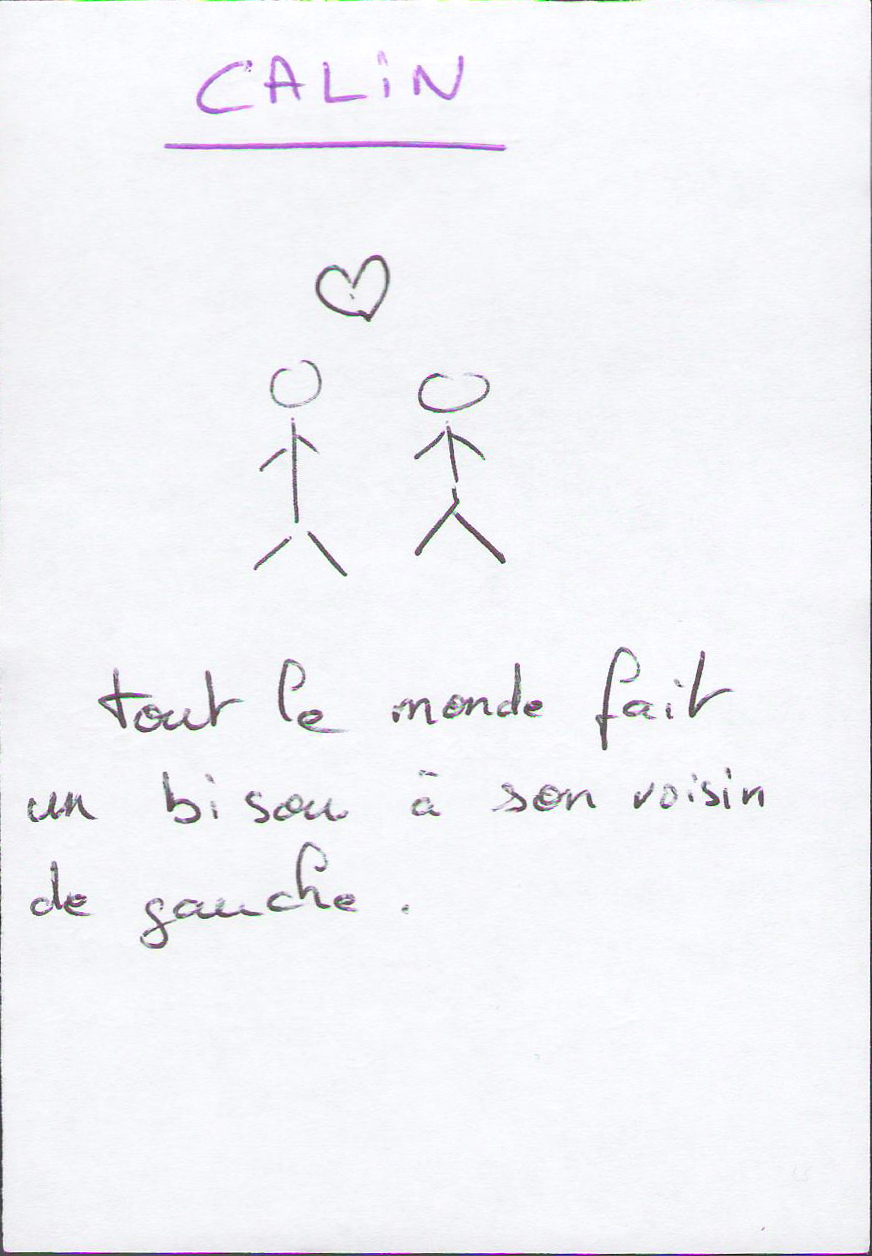
Exemple de carte sans influence directe sur le jeu

Après avoir mélangé le paquet, on distribue 3 à 5 cartes à chaque joueur, puis on place le reste des cartes au centre de la table. Le jeu se joue dans le sens des aiguilles d'une montre, en démarrant par la gauche du donneur.
À chaque tour, un joueur pioche une carte, puis joue une carte de sa main en la lisant à haute voix. Lorsqu'elle est jouée, une carte est placée devant le joueur sur lequel l'effet s'applique, ou au centre de la table de façon que l'effet s'applique à tout le monde. On peut appliquer une carte sur soi-même. Les cartes à effets permanents restent sur la table, de manière à toutes les prendre en compte durant la partie. Les cartes à effet momentané sont mises dans la défausse. Pour utiliser une carte blanche, il suffit d'écrire et de dessiner dessus avant de la jouer.
Selon les variantes, les points sont soit comptabilisés sur une grille de score, soit déterminés par les cartes qui sont placées devant chaque joueur.
Le jeu continue jusqu'à ce qu'un joueur soit dans l'obligation de piocher alors que la pioche est vide. Le vainqueur est celui avec le plus grand nombre de points, reçus grâce aux cartes, même si cela importe généralement peu aux joueurs, l'humour et la créativité étant les principales motivations.

### Phase 3: Épilogue
Les cartes créées lors de la partie n'ont pas toutes un grand intérêt ludique ou humoristique. En prévision de futures parties, et puisque l'on peut réutiliser d'anciennes cartes, les joueurs doivent sélectionner leurs cartes favorites. Le but de l'épilogue est donc de choisir ensemble les cartes à conserver. Beaucoup de joueurs considèrent que[réf. nécessaire] la vraie victoire n'est pas dans le nombre de points obtenus en fin de partie, mais dans la conservation des cartes dont on est l'auteur.

## Histoire du jeu
La première initiative du jeu est attribuée à Nathan McQuillen Phoenix, aux États-Unis. Il lui aurait été inspiré en voyant une étudiante dans un café réaliser des cartes-mémoires à partir d'une boîte de feuillets intitulée : « 1 000 cartes blanches », qu'il interpréta par erreur « jeu des 1 000 cartes blanches ». Quelques jours plus tard, il introduisit le jeu des 1 000 cartes blanches à un groupe d'amis. Le principe du jeu s'est ensuite répandu par bouche-à-oreille à la fin des années 90. L'inclusion en 2001 des règles dans le livre Hoyle's Rules of Games et un article dans l'édition d'août 2002 de GAMES Magazine établirent durablement le jeu des 1 000 cartes blanches dans l'écosystème des jeux de société.
Le jeu Dvorak est une évolution du jeu des 1 000 cartes blanches, qui reprend le principe des cartes vierges, mais qui contraint le vocabulaire, les règles immuables, et un thème, dans le but de renforcer l'immersion.